# Bergenhausen
Bergenhausen település Németországban, Rajna-vidék-Pfalz tartományban. Lakosainak száma 112 fő (2023. december 31.).

## Népesség
A település népességének változása:
| Lakosok száma | 132  | 103  | 123  | 110  | 114  | 115  | 118  | 112  |
|               | 1975 | 2010 | 2015 | 2017 | 2019 | 2021 | 2022 | 2023 |